# スンヤニ
スンヤニ(英語：Sunyani)は、ガーナ中部のボノ州の州都。
2012年の人口は約24.8万人。

## 歴史
スンヤニはアシャンティ台地南部の森に囲まれている。
19世紀、象狩りの拠点として設置された。
「スンヤニ」はアカン人の言葉で「象」を意味する「オソノ」から来ている。

1924年、イギリスがスンヤニを州都にした。

クマシへの道路が開通すると、スンヤニはココアやコーラ・ナッツ、玉蜀黍、ヤムの集散地として発展した。

フィアプレやアベシム等の衛星都市が誕生した。

2019年にブロング＝アハフォ州が分割されボノ州ができると、その州都になった。

## 教育
- スンヤニ工芸大学（英語版）
- エネルギー・自然資源大学（英語版）
- ガーナ・カトリック大学（英語版）
- ケープ・コースト大学（英語版）
- クワメ・エンクルマ科学技術大学[3]

## 経済
各産業への従事者割合は以下の通り。
- 農業：48%
- サービス業：24%
- 商業：15%
- 工業：13%[2]

安定した水の供給によってスンヤニは成長を遂げた。
ヴォルタ川機関(VRA)が電気を供給している。
乾季(ハルマッタン)には水が得にくくなる。

### 産業
- アフリカ国際製薬有限会社(AGP)：北ガーナ唯一の製薬会社。AGPカナダはトロントでジェネリック医薬品を造っている。
- ニューモント金：多国籍鉱山会社。

### 銀行
- ガーナ銀行（英語版）
- ガーナ商業銀行（英語版）
- バークレイズ
- 社会保障銀行（英語版）
- サヘル・サハラ銀行
- ゼニス銀行
- ガーナ農業開発銀行（英語版）
- エコバンク・ガーナ（英語版）
- 国立投資銀行（英語版）[2]

6つの地方銀行と複数の信用協同組合、保険会社も有る。

### 観光
- キンタンポ滝

## 気候
| スンヤニの気候         | スンヤニの気候 | スンヤニの気候 | スンヤニの気候 | スンヤニの気候 | スンヤニの気候 | スンヤニの気候 | スンヤニの気候 | スンヤニの気候 | スンヤニの気候 | スンヤニの気候 | スンヤニの気候 | スンヤニの気候 | スンヤニの気候 |
| 月                     | 1月            | 2月            | 3月            | 4月            | 5月            | 6月            | 7月            | 8月            | 9月            | 10月           | 11月           | 12月           | 年             |
| ---------------------- | -------------- | -------------- | -------------- | -------------- | -------------- | -------------- | -------------- | -------------- | -------------- | -------------- | -------------- | -------------- | -------------- |
| 平均最高気温 °C （°F） | 31 (87)        | 32 (90)        | 31 (87)        | 31 (87)        | 30 (86)        | 30 (86)        | 27 (80)        | 27 (80)        | 26 (79)        | 28 (83)        | 31 (87)        | 30 (86)        | 29.5 (84.8)    |
| 平均最低気温 °C （°F） | 23 (74)        | 25 (77)        | 24 (76)        | 25 (77)        | 24 (76)        | 24 (75)        | 23 (73)        | 22 (71)        | 21 (70)        | 23 (73)        | 24 (76)        | 23 (74)        | 23.4 (74.3)    |
| 降水量 mm （inch）     | 229 (9.0)      | 25 (1.0)       | 76 (3.0)       | 127 (5.0)      | 229 (9.0)      | 330 (13.0)     | 102 (4.0)      | 25 (1.0)       | 76 (3.0)       | 102 (4.0)      | 127 (5.0)      | 51 (2.0)       | 1,499 (59)     |
| 出典：Myweather2.com   |                |                |                |                |                |                |                |                |                |                |                |                |                |

## 交通

### 空港
- スンヤニ空港：1974年7月13日に開港した国内空港。クマシ空港やタコラディ空港と結ばれている。[2]

## 表彰
2007年、ガーナで最も清潔な都市に選ばれた。

## 姉妹都市
- ：タスカルーサ(アメリカ・アラバマ州)